# Fulford (Québec)
Pour les articles homonymes, voir Fulford.
Fulford est un hameau ou village compris dans le territoire de la ville de Lac-Brome dans Brome-Missisquoi au Québec (Canada).

## Toponymie
Le nom Fulford est sélectionné en 1864 afin d'identifier le bureau de poste de l'endroit, en vue de rendre hommage à Francis Fulford, alors évêque du diocèse anglican de Montréal.
Alors que la Commission de toponymie du Québec identifie le lieu comme un hameau, le géographe Raymond O'Brien affirme que Fulford peut être classé à la fois comme hameau ou comme village en raison de considérations spatiales, fonctionnelles et historiques. Il affirme par ailleurs que les habitants désignent l'endroit comme un village.

## Géographie
Localisé sur le territoire de la ville de Lac-Brome, Fulford est l'agglomération la plus au nord de Brome-Missisquoi. Elle est établie dans une région assez accidentée, s'inscrivant au creux d'une vallée surplombée par les monts Sutton (plus particulièrement le mont Foster), le mont Shefford et le mont Brome. La vallée est parcourue par la rivière Yamaska, ponctuée de ruines de barrages et de moulins qui transformaient autrefois son courant en énergie.
Le chemin Davis est la rue structurante du noyau habité, et permet de rejoindre Waterloo, au nord, ou encore le chemin de Fulford vers Foster et Bromont. Le hameau est divisé en deux par la rivière, laquelle est franchie par un pont sur le chemin Davis. L'activité dominante est l'habitation ; on y compte néanmoins un commerce, un lieu de culte et une salle communautaire. La densité est plus élevée au nord de la rivière qu'au sud.

## Histoire

### Établissement d'un hameau
Si les premiers habitants, originaires de Dunham, s'établissent dans le nord du canton Brome en 1830, c'est la construction en 1857 d'un moulin à scie tirant profit de la force hydraulique de la rivière Yamaska qui favorise l'émergence du village de Fulford. Oscar George, déjà propriétaire d'un moulin à Shefford, veut alors exploiter les forêts denses des environs. Les activités économiques du village fleurissent et se diversifient rapidement : les frères England entreprennent une tannerie en 1858, Lemuel Orcutt démarre une production de râteaux et de meubles en 1861, Oscar George construit un moulin à grains à même sa scierie en 1863 et deux ateliers de mécanique ouvrent en 1864, en plus des échoppes artisanales dans les résidences et d'un ou deux magasins. À cette époque, Fulford compte une douzaine de ménages et une cinquantaine d'habitants,.

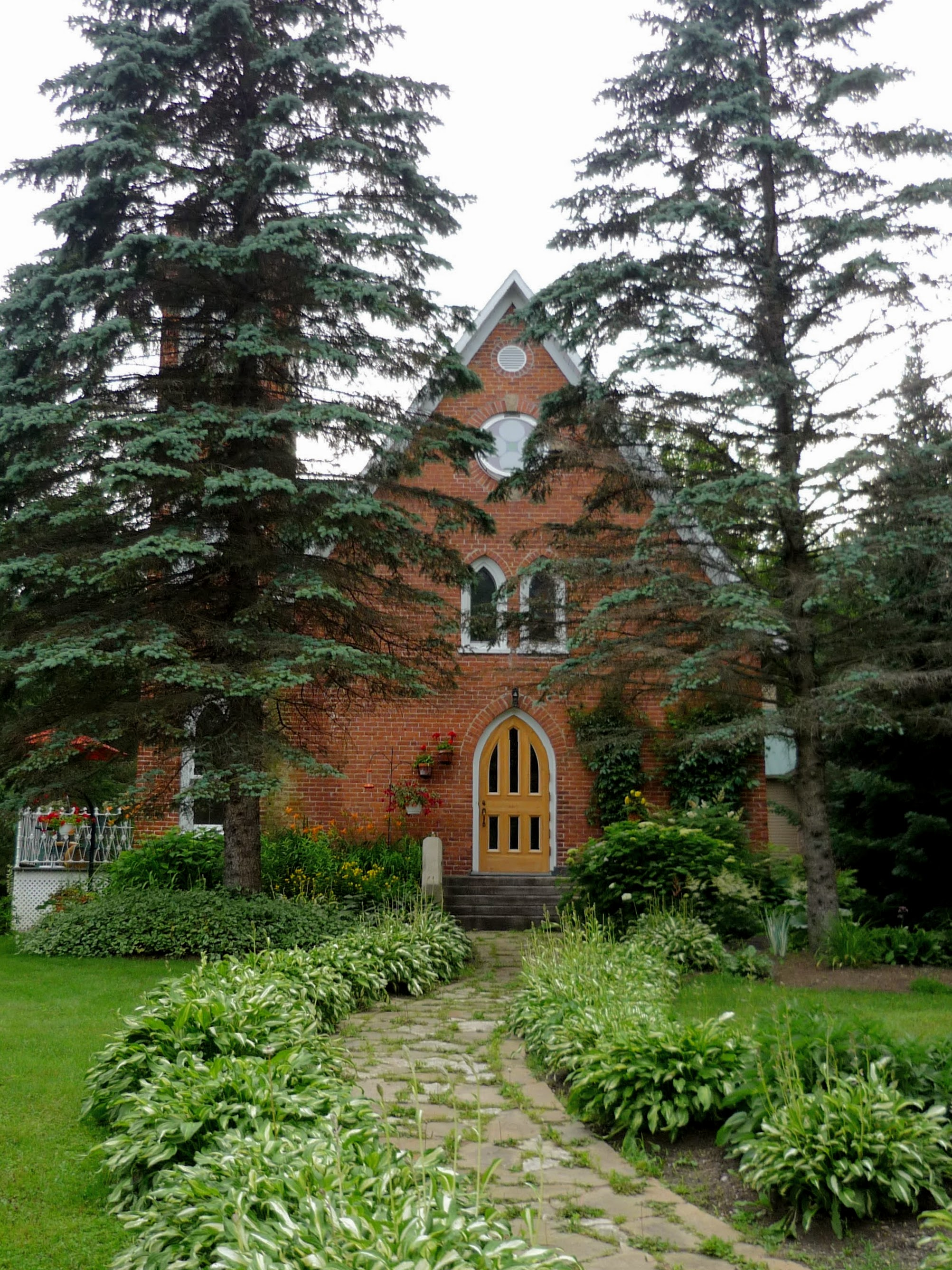
L'ancienne église anglicane Saint Stephen's.

Bien que les pionniers sont d'allégeance épiscopalienne, le hameau est desservi par la mission Brome Woods de l'Église anglicane, partagée avec Iron Hill. L'historienne Phyllis Hamilton note aussi la conversion de plusieurs habitants de Fulford au wesleyanisme par un pasteur de Shefford en 1858. Deux églises sont inaugurées en 1864. Une église anglicane de style néo-gothique, revêtue de brique rouge et au clocher à lancettes, est construite de 1863 à 1864, légèrement excentrée du village. L'église méthodiste de style vernaculaire américain, revêtue de planches de bois peintes en blanc et aux fenêtres rectangulaires, est érigée en même temps, en face du lieu de culte anglican,. Une mitaine adventiste est établie en 1867 dans la résidence de la famille Cummings.
C'est aussi en 1864 que s'implante une autre institution au pouvoir centripète, qui fera passer l'endroit du statut de hameau à celui de véritable village : un bureau de poste est établi dans la maison de Simon Orcutt.

### Apogée du village
Vers 1870, le canton Brome compte une population d'environ 3 500 habitants, dont les trois quarts sont des locuteurs de l'anglais. Fulford abrite quelque 200 personnes, et agit comme noyau social et économique de son arrière-pays.
L'arrivée du chemin de fer du Canadien Pacifique en 1884 facilite l'approvisionnement des commerces et des industries. Fulford n'est pas desservi par une gare de passagers ou de fret, mais la livraison et l'expédition de marchandises payées à l'avance s'effectuent sur une voie d'évitement. Autrement, une gare avec service est implantée à Foster, à 7 km à l'est.
En 1895, l'annuaire Lovell recense un moulin à scie, un moulin à grain, un magasin général, une beurrerie, une fromagerie, un fabricant de cuves, un fabricant de cordes et un poste téléphonique, en plus des ateliers de charpenterie, de ferronerie de mécanique et de tannerie. La population atteint alors 300 habitants.
Quelques Canadiens français catholiques joignent les rangs des Fulfordois d'ascendance anglaise ou américaine (les Bessette, Bouchard, Bourgeois, Dextradeur et Gendreau), mais leurs effectifs sont trop faibles pour assurer des services religieux ou scolaires, pour lesquels ils doivent rejoindre Waterloo ou West Shefford.
Dans les années 1870-1880, le village compte deux écoles protestantes, Lewis et Fessenden, qui totalisent une soixantaine d'écoliers. La communauté anglophone cède au courant de la décennie 1880 un immeuble excédentaire en périphérie du village afin qu'il soit converti en école catholique.

### Déclin
L'abandon des moulins en 1912 est symptomatique du déclin de la foresterie et de l'agriculture dans les Cantons-de-l'Est au début du xxe siècle. La tannerie des frères England est reprise par l'entrepreneur vermontais Erwin Joyal en 1898. À une époque où les tanneries artisanales sont devenues anachroniques, en 1907 l'usine est convertie en atelier d'ébénisterie qui reste ouvert dix ans. Des dizaines d'artisans œuvrant autrefois à Fulford, il ne reste que le forgeron en 1907, qui quitte alors pour West Shefford.
Devant le déclin de leurs effectifs, les élèves des deux écoles protestantes sont regroupés en 1900 à l'école Fassenden, excentrée du village. De 64 élèves en 1885, leur nombre passe à 28 en 1910, puis à 12 en 1945.

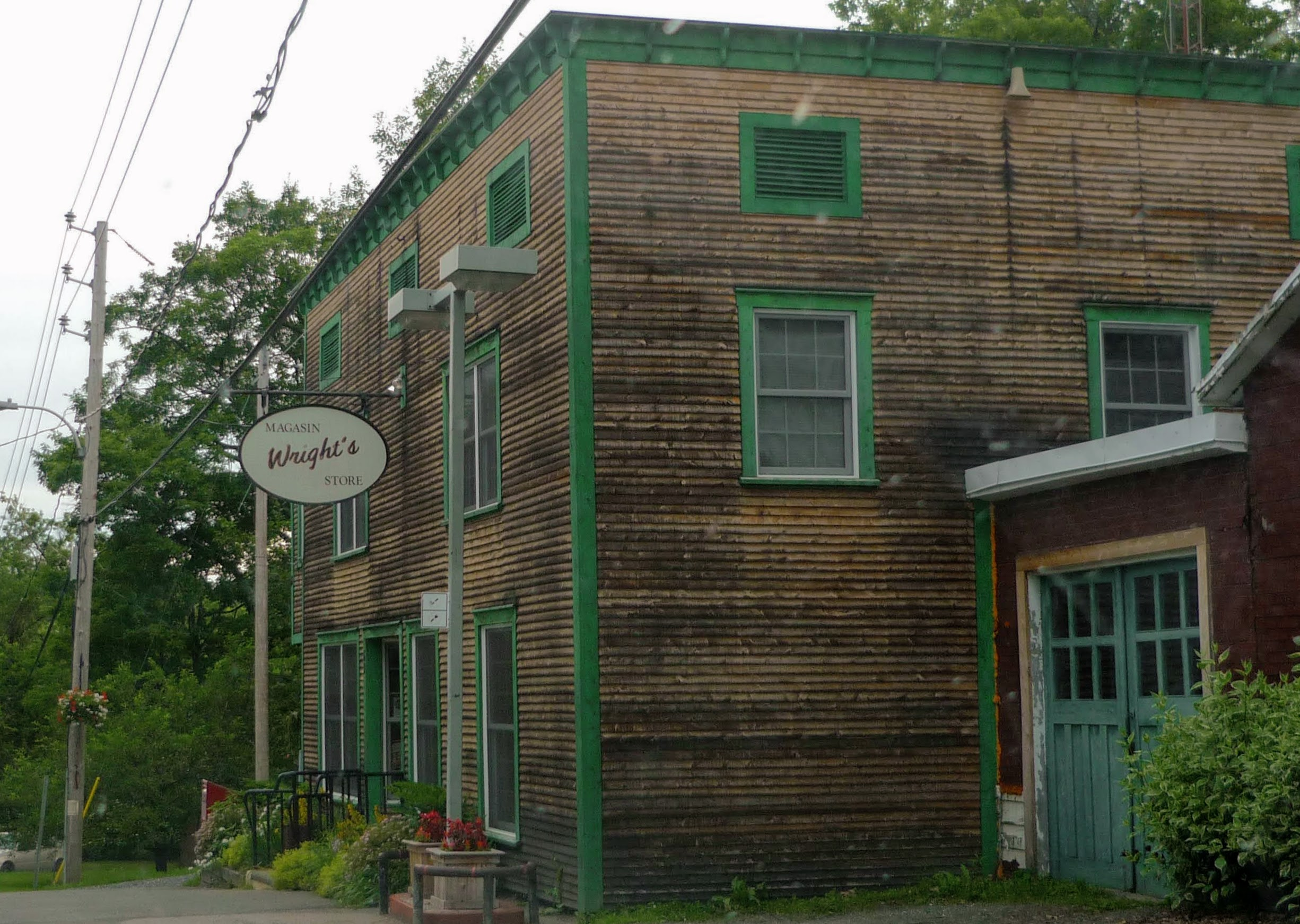
Le magasin général Wright's.

## Services
Le Fulford Recreation Club est responsable de l'administration du parc Davis et de la salle communautaire qui s'y trouve.
En 2020, la fermeture du magasin général Wright est annoncée,,. Le magasin, une des rares traces d'une activité économique autrefois foisonnante, conserve jusqu'alors sa fonction d'origine.